# Grzyby saprotroficzne

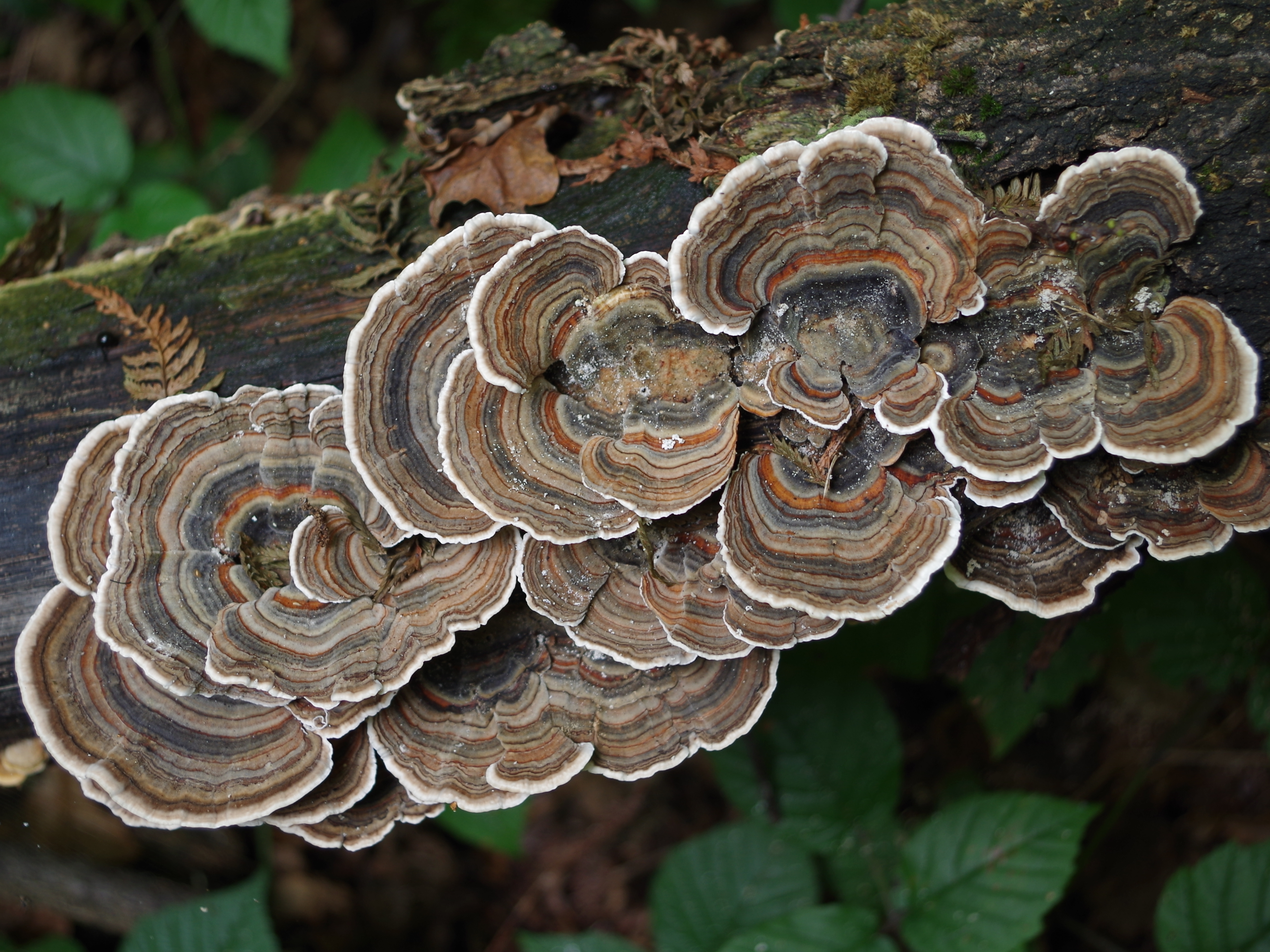
Wrośniak różnobarwny powodujący białą zgniliznę drewna

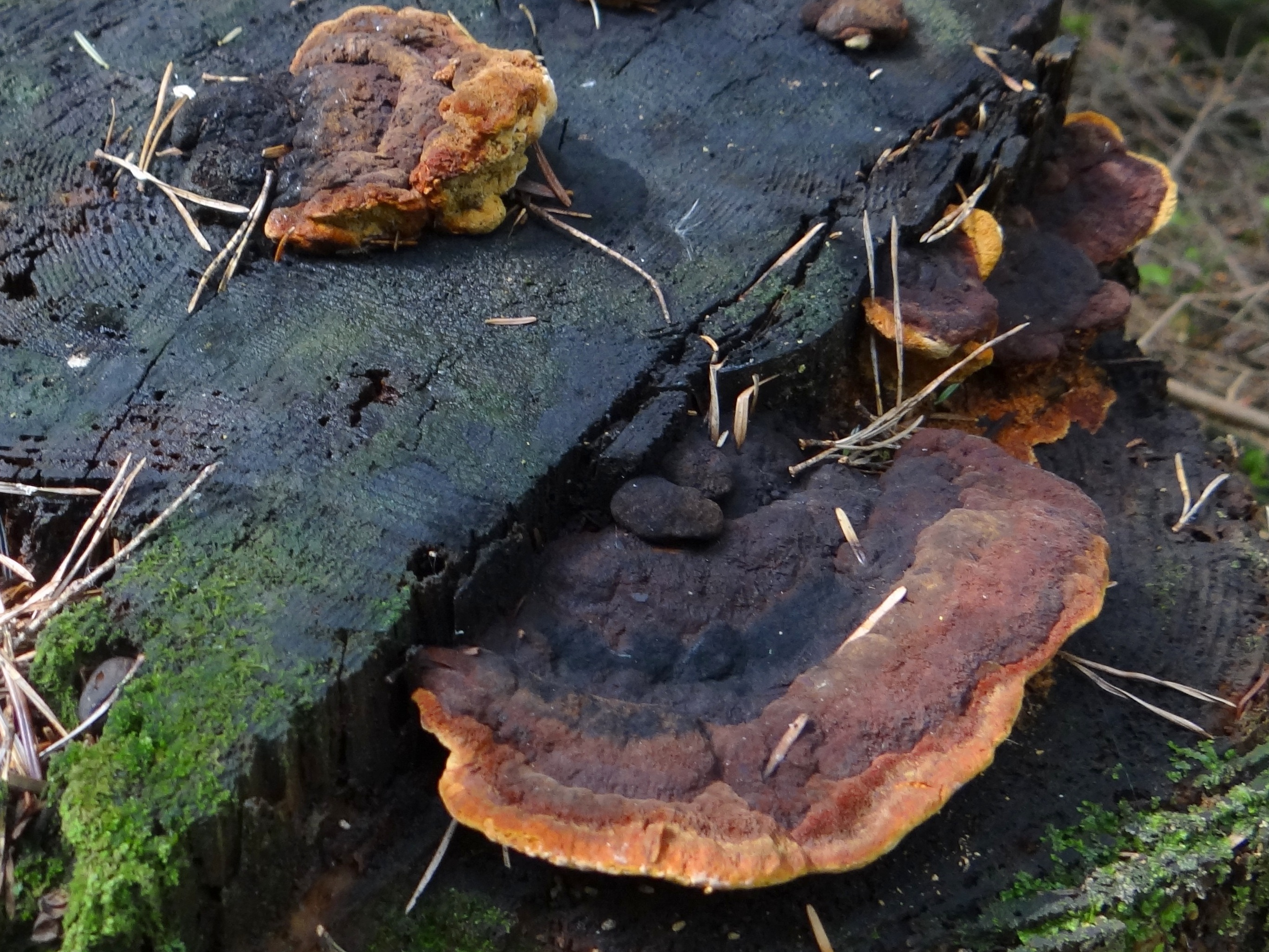
Niszczyca anyżkowa powodująca brunatną zgniliznę drewna

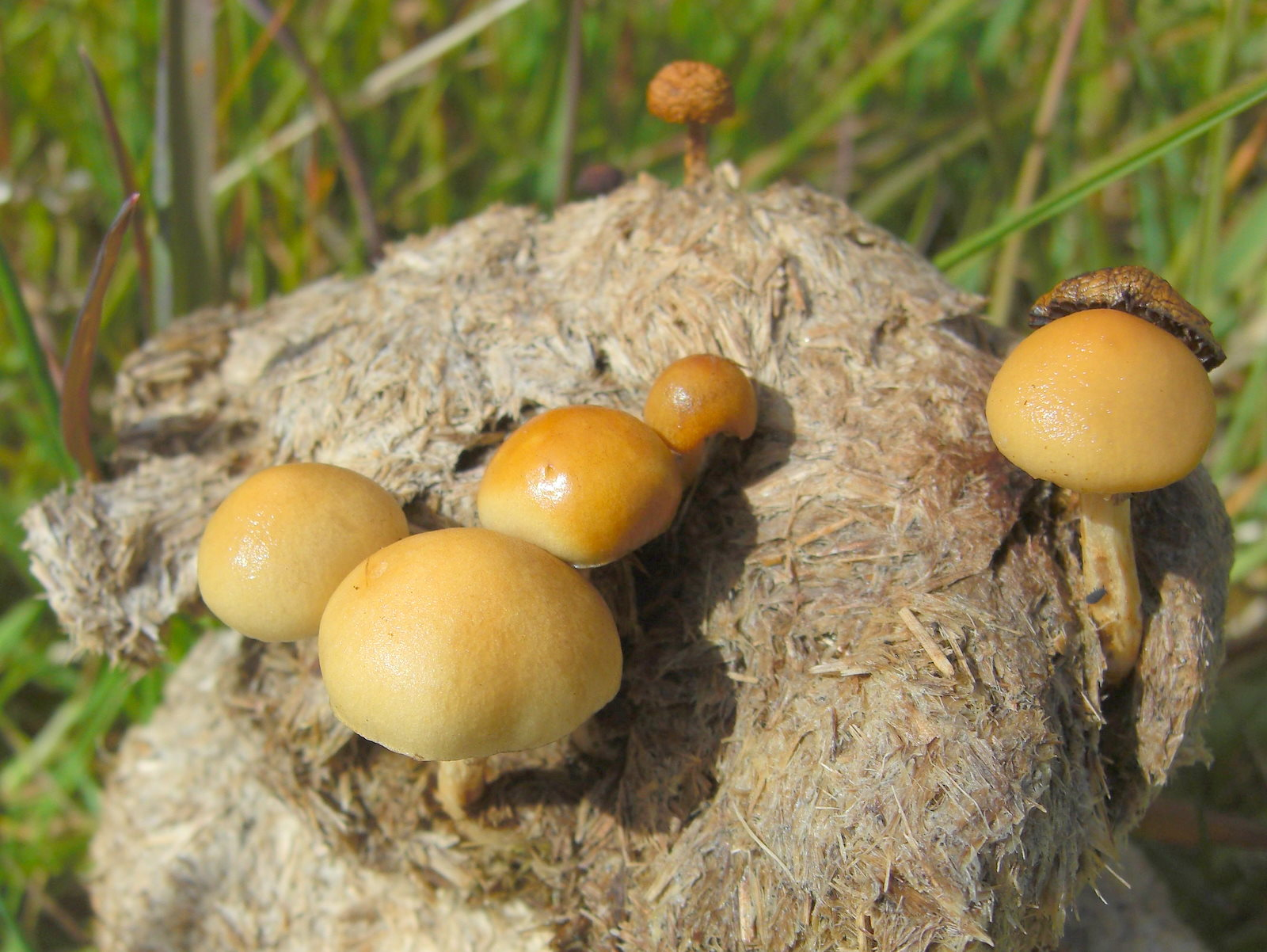
Łysiczka łajnowa na odchodach zwierzęcych

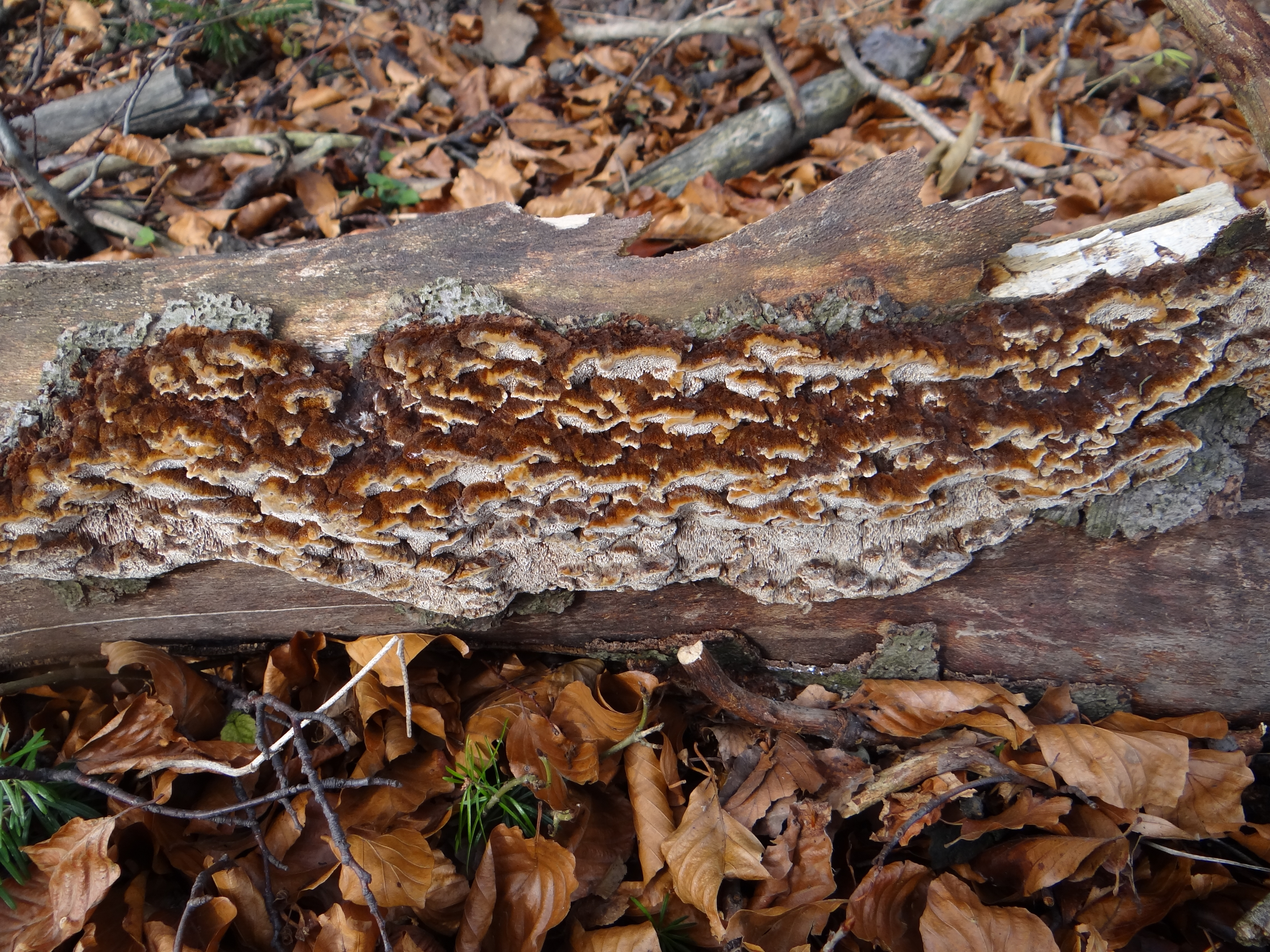
Błyskoporek podkorowy – saprotrof i pasożyt słabości

Grzyby saprotroficzne – grupa grzybów czerpiących pokarm z materii organicznej zawartej w martwych organizmach lub ich resztkach. Pozostałe grupy grzybów to grzyby pasożytnicze i grzyby symbiotyczne. Grzyby saprotroficzne są organizmami cudzożywnymi z grupy saprotrofów. Nie potrafią wykorzystywać energii słonecznej do wytwarzania związków organicznych, lecz pobierają je z martwych roślin, zwierząt i innych grup organizmów żywych.

## Znaczenie w przyrodzie i gospodarce człowieka
W przyrodzie grzyby saprotroficzne spełniają ogromną rolę. Usuwają martwe szczątki organizmów rozkładając je na substancje nieorganiczne wzbogacające glebę. Dzięki nim odbywa się obieg materii w przyrodzie. Grzyby saprotroficzne są jedną z grup reducentów. Dużą ich grupę stanowią grzyby rozkładające drewno: martwe pnie, gałęzie, liście i inne resztki drzewne. Bez nich las stałby się gigantycznym cmentarzyskiem martwych organizmów, niedostępne natomiast stałyby się sole mineralne niezbędne do życia roślin. Ustałaby produkcja CO2 z rozkładanej materii organicznej, a rośliny po wyczerpaniu zapasu tego związku z atmosfery przestałyby istnieć już po kilkudziesięciu latach.
Okres rozkładu drewna martwych drzew zależy od wielu czynników, wśród których decydujące znaczenie mają wilgotność, temperatura i obecność odpowiednich gatunków grzybów saprotroficznych. Najszybciej rozkład odbywa się na wilgotnych obszarach klimatu tropikalnego. W Polsce może on wynosić nawet powyżej 50 lat, a w krajach z chłodnym klimatem nawet do kilkuset lat.
Grzyby saprotroficzne w ekosystemach leśnych odgrywają też inną rolę. Powodując próchnienie drewna ułatwiają dzięciołom wykuwanie dziupli, z których korzystają także inne ptaki i drobne ssaki, np. wiewiórki, nietoperze, popielicowate. Owocnikami tych grzybów (tzw. hubami) odżywiają się larwy wielu gatunków owadów i stanowią one dla nich siedlisko z odpowiednim mikroklimatem. Owocniki niektórych grzybów saprotroficznych stanowią pokarm także dla większych zwierząt w lesie np. dla dzików, saren i zajęcy. Działalność tych grzybów umożliwia również oczyszczanie się drzew z gałęzi.
Niektóre grzyby powodując próchnienie konstrukcji drewnianych wyrządzają duże szkody w gospodarce człowieka. Niektóre w mieszkaniach i innych miejscach wytwarzają tzw. pleśń, a produkowane przez nią duże ilości zarodników są szkodliwe dla zdrowia.

## Grupy grzybów saprotroficznych
- Grzyby rozkładające drewno. Stanowią bardzo liczną w gatunki grupę grzybów. Wyróżnia się wśród nich dwie grupy:
  - wytwarzające enzymy rozkładające celulozę, hemicelulozę i ligninę. Powodują one białą zgniliznę drewna. Celuloza i hemiceluloza rozkładana jest najpierw do cukrów prostych, a na koniec do dwutlenku węgla i wody. Lignina rozkładana jest do prostych związków aromatycznych.
  - wytwarzające enzymy rozkładające tylko celulozę. Powodują one brunatną zgniliznę drewna. Drzewa iglaste zawierają więcej ligniny, a przy tym jest ona dla grzybów trudniejsza do rozłożenia. Z tego powodu wśród drzew iglastych częściej występuje zgnilizna brunatna[2].
- Grzyby koprofilne rozkładające odchody zwierząt. Należą do nich np. przedstawiciele rodziny kruchaweczkowatych[1]
- Grzyby rozkładające keratynę – związek organiczny budujący pióra, włosy, rogi, pazury i kopyta zwierząt. Przedstawicielem tych grzybów jest np. rogowniczka końska (Onygena equina) i rogowniczka ptasia (Onygena corvina)[1].

Tylko wśród części gatunków grzybów można przeprowadzić ścisłe rozgraniczenie między grzybami saprotroficznymi i pasożytniczymi, część gatunków jest zarówno saprotrofami, jak i pasożytami. Wyróżnia się trzy grupy grzybów rozkładających drewno:
- saprotrofy obligatoryjne, mogące zasiedlać tylko martwe drzewa. Są to np. włośniczka tarczowata (Scutellinia scutellata), stroczek domowy (Serpula lacrymans),
- pasożyty względne, które zasadniczo zasiedlają tylko martwe drzewa, ale mogą też czasami występować na drzewach osłabionych. Są to np. pniarek obrzeżony (Fomitopsis pinicola) i boczniak ostrygowaty (Pleurotus ostreatus),
- saprotrofy fakultatywne, które zasiedlają drzewa osłabione, ale także zdrowe, a po ich obumarciu nadal kontynuujące rozkład drewna. Do tej grupy należy np. czyreń osikowy (Phellinus igniarius) i hubiak pospolity (Fomes fomentarius)[2].

Drugą i trzecią grupę saprotrofów często nazywa się pasożytami słabości.
Wśród grzybów mikroskopijnych bardzo często jest tak, że formy bezpłciowe (tzw. anamorfy) są pasożytami powodującymi grzybowe choroby roślin, natomiast formy płciowe (teleomorfy) tych samych gatunków są saprotrofami.